# Vpád Břetislava I. do Polska
Vpád Břetislava I. do Polska byl vpád českých vojsk pod vedením knížete Břetislava I. do Polska . Důsledkem vpádu bylo připojení Slezska k Českému knížectví a úplná devastace Velkopolska . K invazi došlo v roce 1038  (podle některých zdrojů v roce 1039  ).

## Povstání šlechticů a lidové povstání
Katastrofy, které Polsko utrpělo za vlády Meška II., vážně poškodily jak ekonomiku země, tak autoritu dynastie Piastovců (v roce 1031 souběžné vojenské výpravy proti piastovskému státu, kyjevského prince Jaroslava Moudrého a císaře Konráda II .). Po smrti Mešeka II. (v roce 1034) převzal moc jeho syn Kazimír  . Poté za blíže neupřesněných okolností došlo ke vzpouře šlechticů. Povstání donutilo Kazimíra a jeho matku Richenzu uprchnout ze země. Moc v polských zemích převzali magnáti, kteří vládli nad jednotlivými okresy země.
Brzy však vypuklo velké protifeudální lidové povstání proti šlechticům, které pokrylo centrální okresy země, hlavně Velkopolsko. Lidé se také bouřili proti církvi a křesťanství pod heslem návratu ke starému náboženství . Tato událost je známá jako pohanská reakce  . Povstání bylo reakcí na rostoucí útlak nižších vrstev obyvatelstva ze strany světských a duchovních šlechticů  .

## Vpád
Český kníže Břetislav I. si při sledování dění v Polsku uvědomil, že stav anarchie a mezivlády, který tam panoval, je pro něj velkou příležitostí získat zpět Slezsko, které Čechy kdysi ztratili, a zároveň oslabit svého souseda. V létě 1038 (podle jiných zdrojů v roce 1039) překročila česká armáda polské hranice. Bez vedení polské síly pravděpodobně kladly malý odpor. Břetislav snadno převzal Slezsko a posunul se dále na sever. Také ve Velkopolsku, které bylo zpustošeno nepokoji, padla města a pevnosti téměř bez boje před invazní armádou. Češi dobyli mimo jiné Poznaň, Hnězdno a Hedč  a podle Kosmase také Krakov, ale posledně jmenovaný fakt je historiky zpochybňován.
Břetislav neměl v úmyslu připojit Velkopolsko k Čechám, jako to udělal se Slezskem. Na oplátku se ho však rozhodl zcela zdevastovat, aby jednou provždy zničil moc svého severního souseda. Nejprve zbavil okres církevních pokladů, které se mu dostaly do rukou. Pražský biskup Sebíř, který byl s králem přítomen, také vzal cenné relikvie - tělo Pražského biskupa sv. Vojtěcha a jeho bratra sv. Radima a těla Pěti bratří mučedníků, která byla převezena z Hnězdna do Prahy a slavnostně uložena v katedrále sv. Víta v Praze  . Češi také v Hnězdně vzali zlatý kříž darovaný Mešekem I., který vážil třikrát více než on sám, zlaté plakety posázené drahokamy a mnoho dalších cenností. Čeští vojáci navíc zničili náboženské stavby v Poznani, které nechal postavit Mešek I. na oslavu křtu Polska, a také vyplenili hrob tohoto panovníka. Břetislav také zničil pevnost a kamenný kostel na Lednickým ostrově ve Velkopolsku.
Jak napsal Gallus Anonymus : „Výše zmíněná města zůstala tak dlouho opuštěná, že v kostele sv. Vojtěcha  mučedníka a sv. Petra apoštola, našla divoká zvířata doupata.
Kromě ničení a loupeží začal Břetislav odvádět polské obyvatelstvo. Obyvatelé Velkopolska byli odvedeni do Čech a tam umístěni jako pracovní síla  . Z Hedče, jehož obyvatelstvo se bez boje vzdalo a poprosilo Břetislava aby je vzal i s jejich majetkem a dobytkem do Čech, přesídlil Břetislav četné řemeslníky do Česka, do vesnice později zvané Hedčany   .

## Následky
Břetislavův vpád znamenal vzestup moci Českého knížectví kterému se podařilo znovu dobýt Slezsko kdysi ztracené v roce 990. Pro Polsko byl vpád zničující, kromě devastace Velkopolska se také oddělilo Mazovsko kde čísník Mieclaw založil svůj stát, oddělilo se také Gdaňské Pomořansko, situaci také zkomplikovaly nájezdy Prusů a Pomořanů. Vzrustájící moc Českého státu si však nepřal Jindřich III. který v roce 1041 donutil Břetislava se mu podrobit. V roce 1050 dobyl Kazimír I. zpět Slezsko z něhož však musel Čechům platit roční tribut 500 hřiven stříbra a 30 hřiven zlata.